# 杉真理
杉 真理（すぎ まさみち、1954年3月14日 - ）は、日本の男性歌手、ミュージシャン、ソングライター・ギタリスト・作曲家・編曲家・音楽プロデューサー・ラジオDJ。福岡県福岡市博多区生まれ。

## 人物
小学5年時に知ったビートルズに憧れ、尊敬している。初期の作品を中心にビートルズの強い影響を窺わせる曲があるほか、後年松尾清憲らと結成したBOXは日本版ビートルズともいえるサウンドを展開している。1960年代・1970年代の洋楽ポップスに非常に影響されている。杉の音楽を「ポップンロール（POP'N ROLL）」と呼ぶことがあるが、これはポップスとロックンロールが絶妙なバランスで融合している杉の音楽性に着眼した造語である。
ソロ名義での活動が主体であるが、BOXやPiccadilly Circus（ピカデリー・サーカス、以下同）や須藤薫&杉真理といったユニット名義の作品も多い。また、「NIAGARA TRIANGLE Vol.2」に代表されるようなコラボレーションアルバムへの参加、ジョイントライブ（コラボレーションライブ）の機会も多い。還暦を過ぎた現在でも、アコースティック・ライブやミニライブなどの活動を中心に、精力的な音楽活動を行っている。
レコーディングは自身のバックバンド「The Dreamers」や「カルパッチョス」のメンバーに加え、曲ごとに異なるミュージシャンが起用されることが多い。編曲やコーラスアレンジは初期の作品以外は杉自身がそのほとんどを手掛けている。
作曲家として多数の楽曲制作に携わっており、須藤薫やHi-Fi SET、松田聖子、山口百恵など、幅広いジャンルに楽曲を提供している。また、コーラスアレンジも手掛けている。
CMソングも多数手掛けており、代表的な作品にサントリーのCMソング『ウイスキーが、お好きでしょ』（SAYURI〔石川さゆり〕、ゴスペラーズ、竹内まりや）がある。
ラジオパーソナリティーとしても活動しており、自身のラジオ番組ではギャグを盛り込んだコント台本を手掛ける作家としての一面も見せている。　

## 経歴
- 1954年 - 福岡県福岡市博多区に生まれる[2]。
- 1962年 - 東京都大田区に転居[2]。
転校先の小学校では「スーダラ節」を歌ってクラスの人気者になるなど、人を楽しませることが大好きな性格は既にこの頃には開花していた[2]。
ラジオから流れるロイ・オービソンの「オー・プリティ・ウーマン」を聞いて洋楽に強い興味を抱く。その後はラジオで浴びるように洋楽を聞くようになる[2]。
- 1964年 - ビートルズの「のっぽのサリー」を聴いて衝撃を受ける。その後はビートルズの大ファンとなる。この頃初めて買ったレコードも「のっぽのサリー」だった[2]。
楽器を所有していなかったため手作りの楽器で楽曲演奏をしていたが、手が小さいのでギターではなく祖母にウクレレを買ってもらう[2]。
杉の友人には青山純（後のプリズムのドラマー）の兄がいた。そのため杉は青山にもビートルズのレコードを聴かせていた。これがきっかけで後に青山は杉のバンドのレコーディングに参加している[2]。
- 1966年 - 大田区立貝塚中学校に入学。同級生とバンドを結成する（楽器はウクレレ）[2]。
その後、ガットギターを入手する。杉はクラシックの楽曲をアレンジするなどしてギターを演奏。ギターの習得に勤しむとともに、曲作りを始める[2]。
- 1967年 - 日比谷野外音楽堂で行われた森山良子が出演していたフォークコンサートに飛び入り出演した[2]。
この頃からジェームス・テイラーやエルトン・ジョンの影響を受けるようになる[2]。
- 1969年 - 大田区立貝塚中学校を卒業。福岡に戻り西南学院高等学校に入学[2]。バンドを結成。中学時代から始めた作曲も引き続き行う[9]。
- 1972年 - 慶應義塾大学工学部に入学[9]。大学の軽音楽サークル「リアルマッコイズ」に参加。
- 1973年 - サークルでバンド「ピープル」を結成。後に竹内まりやも参加[9]。
- 1974年9月7日 - ヤマハ主催のヤマハポピュラーソングコンテストの予選である関東・甲信越大会（中野サンプラザ）に「ピープル」で出場し『踊りに行こう』（作詞・作曲：杉真理）を演奏した[9]。同じ大会に出場していた佐野元春と出会い[9]、現在でも杉は佐野を弟のように接して親交は続いている[10]。
同年の「ヤマハJコンテスト」決勝大会（銀座ヤマハホール）に出場。作曲賞を受賞[9]。
- 1977年 - ビクター音楽産業より「MARI & REDSTRIPES」名義でシングル『思い出の渦』でレコードデビュー（同日、アルバム『MARI & REDSTRIPS』リリース）。
- 1978年 - 風邪をこじらせて急性髄膜炎で久我山病院に入院、活動を一時休止する。
表舞台での活動を休止していた時期は西荻窪の喫茶店“CITY MAGIC”の運営に携わりながら、作曲家として竹内まりや、須藤薫、レイジーらに楽曲を提供していた。須藤の作曲依頼を受けた時に松任谷正隆と再会し、松任谷由実とも知り合う。
- 1980年 - CBSソニーに移籍。杉真理名義で6月21日に『Hold on』リリース。
「THE HOSPITAL」名義でリリースしたシングル『LIVE CAPSULE』がSONYのカセットテープのCMソングに起用されヒットする。
7月21日 - CBSソニー移籍後初となるアルバム『SONGWRITER』をリリース。
- 1981年 - 佐野元春、網倉一也、浜田金吾と共に「Japan Contemporary Sound コンサート（ジャパコン）」に出演した。ステージ上で突然大瀧詠一が「NIAGARA TRIANGLE Vol.2」の制作メンバーに佐野と杉を指名する。同年12月3日、渋谷公会堂にて開催された"大滝詠一『ヘッドホンコンサート』"にゲスト出演。「街で見かけた君」を演奏後、大瀧・佐野と共に『A面で恋をして』を披露する。
- 1982年 - 3月21日 『NIAGARA TRIANGLE Vol.2』リリース。5月21日ソロアルバム『OVERLAP』をリリース。
10月1日リリースのシングル『バカンスはいつも雨（レイン）』がグリコチョコレートのCMソングに起用される。[11]
8月31日 - 9月2日 - 松任谷由実、須藤薫とのジョイントコンサート「Wonder Full Moon 行かないで夏休み」を開催。
- 1983年 - ソロアルバム『STARGAZER』をリリース。「Wonder Full Moon 行かないで夏休み」の2回目のツアーを全国各地にて実施（3月5日 - 4月7日）。
- 1984年 - ソロアルバム『MISTONE』をリリース
6月1日、アーティストブック「MISTONE」発行。
11月8日 - 総合プロデュースしたジョイントコンサート「杉真理とその仲間たち」（出演：杉真理、伊藤銀次、Hi-Fi SET、安部恭弘、飯島真理）が中野サンプラザで開催された。
Hi-Fi SETに提供した『素直になりたい』がシチズンのCMソングに使用され、ヒット。
- 1985年 - ソロアルバム『SYMPHONY#10』をリリース。
11月1日 - 総合プロデュースしたジョイントコンサート「杉真理とその仲間たちVol.2」（出演：杉真理、伊藤銀次、安部恭弘、EPO、麗美、飯島真理）を熊本県民劇場で開催。
パーソナリティを務めるラジオ番組「フォー・ウェイ・ミュージック・ストリート」に松尾清憲がゲスト出演。2人とも大のビートルズ・フリークであり、同じ福岡県出身であることから急速に交友を深めていく。
- 1986年 - ソロアルバム『SABRINA』をリリース。このアルバムで松尾清憲がコーラスに初参加、以降松尾は杉の作品に深く関わるようになる。
1月30日・31日 - 総合プロデュースしたジョイントコンサート「Let's City harmony」（出演：杉真理、小林克也、Hi-Fi SET、MALTA、Bread & Butter、EPO）を中野サンプラザで開催。
コンピレーションアルバム『Winter Lounge』をリリース
- 1987年 - ソロアルバム『HAVE A HOT DAY!』、コンピレーションアルバム『SUMMER LOUNGE』をリリース。
9月頃、杉と松尾清憲が抱いていた「ジョン・レノン&ポール・マッカートニーのような音楽をやりたい」という話が具体化し、小室和幸、田上正和と共に「BOX」を結成。杉の自宅で曲作り&デモテープの作成を始める。
- 1988年4月21日 - 「BOX」の初シングル『風のBad Girl』をリリース。5月5日には「BOX」の1stアルバム『BOX POPS』をリリースする。
1988年5月14日 - 1989年1月14日 - 「BOX」のライヴツアー「BOX POPS Tour」を開催。
- 1989年 - ソロアルバム『LADIES & GENTLEMEN』をリリース。このアルバムでは松尾清憲が作曲にも参加。以降曲作りにおいても松尾との共作が増えていく。
- 1990年 - ソロアルバム『Wonderful Life』をリリース
2月20日 - 22日に行われた稲垣潤一のコンサート「SOUND of LIFE in naeba」（苗場プリンスホテル）に杉と伊豆田洋之、鈴木雄大の3人がゲスト参加した。この時にポール・マッカートニーに似た伊豆田の歌声を聴いて惚れ込み、交流が始まる。
3月21日 - 「BOX」の2ndアルバム『JOURNEY TO YOUR HEART』をリリース。
- 1991年 - ソロアルバム『MADE IN HEAVEN』をリリース
村田和人とのユニット「アロハ・ブラザース」を結成。J-WAVEで6月から翌年4月にかけて隔月で新譜を発表（1992年に非売品CD化）。
サントリーギフトのCMソング『ウイスキーが、お好きでしょ』（SAYURI）が大ヒット。
- 1992年 - ソロアルバム「WORLD OF LOVE」をリリース
休暇中、初めてバリ島を訪問。様々な体験をしたことでバリ島に魅了され、後の作品作りに大きな影響を与えることになる。このことがきっかけで、杉真理ファンクラブ主催のイベントで"バリ島ツアー"が開催されるようになる。
伊豆田洋之に『夢のふるさと』（JRAキャンペーンCMソング）を提供。この曲がきっかけとなり、後に伊豆田は「Piccadilly Circus」の結成に参加することになる。
10月7日 - 自ら企画したビートルズ結成30周年のイベント「ビートルズが夢だった」を開催する。
12月30日 - 「THE BEATLES 30th ANNIVERSARY FORUM」にTHE ALWAYS・松尾清憲らとともに出演する。
- 1993年 - ソロアルバム『FLOWERS』をリリース。
- 1996年 - 「Piccadilly Circus」を結成。
- 1997年 - デビュー20周年。
9月12日 - 14日にデビュー20周年記念ライブ「杉真理 20th Anniversary」（東京・池袋 アムラックスホール）を開催。
ベストアルバム『GOLDEN J-POP THE BEST 杉真理』リリース。
アコースティック・ユニットMONKEY FOREST BANDを結成。
11月21日 - 「BOX」、杉、松尾清憲、伊豆田洋之が参加した『Winter Gift Pops』リリース。
- 1998年 - 「杉真理、Asian Pops All Stars」のアルバム『Paradise in ASIA』リリース。
「Piccadilly Circus」のCDデビュー記念ライヴを開催。
6月4日 -  NISSIN POWER STATION閉店ライブ「杉真理パワステ最後の日」（出演：「Piccadilly Circus」、須藤薫、安部恭弘、村田和人）を開催。
8月29日 - 「須藤薫&杉真理」の最初のライブ「Late Night Live」（横浜ランドマークタワー内イベントスペース）が開催される。
12月21日 - 「須藤薫&杉真理」クリスマス・ライブを開催（ドミソホール）。この年以降は毎年12月に「須藤薫&杉真理」のクリスマス・ライブが開催されるようになる。
- 1999年 - 「Piccadilly Circus」デビューシングル『Baby! it's all right』リリース。
「Piccadilly Circus」の1stアルバム 『Piccadilly Circus』リリース。
「須藤薫&杉真理」の『ロマンティック天国』『ポップンロール・パラダイス』『ポップンロール・プラネット』をリリース。
- 2000年 - 「須藤薫&杉真理」のミニアルバム[君の物語』『最後のデート〜Last Rendezvous〜』をリリース。
- 2001年 - 8年ぶりとなるソロアルバム『POP MUSIC』をOAK Recordsからリリース。
ネスレのチョコレート菓子Kit KatのCMに、杉真理の『雨の日はきっと』（翌年にリリースのアルバム「LOVE MIX」に収録）が起用される。
- 2002年 - ソロアルバム『LOVE MIX』をOAK Recordsからリリース。
以前から再発の要望の多かった「BOX」のアルバム『BOX POPS/Journey To Your Heart』が再発される。
デビュー25周年ライブを開催（クラブチッタ川崎他）。
- 2003年 - 「Piccadilly Circus」の2ndアルバム『Summer of Love』リリース
7月30日 - ジョイントライブ「moment jam session #1」（出演：西本明、里村美和、佐藤奈々子、鈴木雄大、堂島孝平、佐野元春 ほか）に参加。
- 2004年 - 50歳バースディ・パーティー「ごきげんパーティー」を大阪と東京で開催。
3月21日 - 杉と堂島孝平の初のデュエットライブ「歌暦vol.7 弥生 杉真理×堂島孝平 3-2-1 GO!」が開催される。
- 2005年 - プライベートレーベル『mistone music』を設立し、インストゥルメンタル・アルバム『風の吹く場所』をリリース。
ベストアルバム「GOLDEN☆BEST 杉 真理&フレンズ」リリース。
中越大震災の被災者の支援を目的としたチャリティ・ライヴを実施する（原宿Blue Jay Way 他）。
10月7日 - 「ジョン・レノン音楽祭2005」（日本武道館）に出演し、オノ・ヨーコと共演。
- 2006年12月17日 - 福岡市で行われた西南学院高校の新学長就任イベントに杉と姫野達也がゲスト出演。ランキン・チャペルのことを歌った「Chapel in the Sun」（後に2008年リリースの「魔法の領域」に収録）を披露。
「Chapel in the Sun」は西鉄エージェンシーよりシングルとしてリリースされた。
- 2007年 - デビュー30周年。
ビクターから「MARI & REDSTRIPES」の『Mari & Red Stripes』『Swingy』が紙ジャケット仕様で再発される。
「Piccadilly Circus」の『Piccadilly Circus』『Summer of Love』が紙ジャケット仕様で再発される。
ソロアルバム『SONG WRITER』『OVERLAP』『STARGAZER』『mistone』『SYMPHONY #10』『SABRINA』が紙ジャケット仕様で再発される。
- 2008年 - デビュー30周年記念ソロアルバム『魔法の領域』がNAYUTAWAVE RECORDSからリリース。2008年のテーマは「6×9（Rock）54♪」であった（杉が54歳になったことも踏まえ）。
ソロアルバム『HAVE A HOT DAY!』『LADIES & GENTLEMEN』『Wonderful Life』『MADE IN HEAVEN』『WORLD OF LOVE』『FLOWERS』が紙ジャケット仕様で再発される。
「BOX」のアルバム『BOX POPS』『JOURNEY TO YOUR HEART』が紙ジャケット仕様で再発される。
- 2009年 - アルバム『魔法の領域』がスイングジャーナル社発行「ADLIB」誌の「2008アドリブアワード 国内ロック/ポップス賞」を受賞。
ソロアルバム『POP MUSIC』『LOVE MIX』が紙ジャケット仕様で再発される。
- 2010年
4月28日 - 杉と村田和人によるユニットALOHA BROTHERS（アロハ・ブラザース）の初のアルバム『世界のアロハ・ブラザース』をNAYUTAWAVE RECORDSよりリリース。
12月3日 - 竹内まりやのライブ「Soucvenir Again mariya takeuch live 2010」のオープニングアクトに「BOX」として日本武道館に出演（他12月22日に大阪城ホールの2回）。
- 2012年9月26日 - 「BOX」の3rdアルバムとなる『MIGHTY ROSE』を22年ぶりにリリース。
- 2020年8月、Twitter、YouTubeに公式アカウントを開設。

## 関連バンド・ユニット
MARI & REDSTRIPES（杉真理&レッド・ストライプス）（1977年 - ）
主なメンバー：青山純（Dr）、新井田耕造（Dr）、竹内まりや（Back Vocal）、安部恭弘（Back Vocal）、平井夏美（Back Vocal）、永田一郎〈エルトン永田〉（Key）、内田龍男（G）、田上正和（G）、小池秀彦（Key） ほか 総勢16名
大学時代に結成してライブ活動やデモテープ作成などの活動をしていたバンド「ピープル」を杉のレコードデビュー時に名称変更したもの。実態は杉のソロ活動サポートメンバーであり、メンバーも流動的でバンドとしての一体性はなかった。
杉のソロ2ndアルバム『SWINGY』発表後の急病でバンドは事実上の解散状態になったが、青山、安部、竹内、田上、平井らとの交流は続いており、後の杉の作品に参加している。2008年発表のアルバム『魔法の領域』収録の「僕らの日々」にてバンド名が久々にクレジット表記された（参加メンバーは、青山、安部、竹内、平井夏美）
THE HOSPITAL（1978年 - 1980年）
メンバー：サンディー（Vo）、藤本吉文（Dr）、高嶋正博（B）、佐々木信教（G）、堀口和男（Key）、杉真理（Chorus）
THE HOSPITALの母体は、杉の再デビューまでの一時期（1978年 - 1979年）、ライブ活動やデモテープ作成のために集まった5人構成無名バンド。このバンドで作成したデモテープがCBSソニーの須藤晃に渡り、デビューのきっかけとなった。バンド名は「THE HOSPITAL」とし、1980年5月21日、シングル『LIVE CAPSULE/BEE MEN（恋の蜜蜂男）』をリリース。
A面『LIVE CAPSULE』のボーカルはサンディー、B面の『BEE MEN（恋の蜜蜂男）』ではドラムス藤本吉文が歌った。杉がボーカルを担当しなかった理由は、THE HOSPITALのシングル発表と並行して杉のソロ再デビューが決定していたため、同バンドで杉が前面に出てしまうことを避ける意味があったとされている。1980年6月21日には杉が再デビューした。結果として「THE HOSPITAL」名義での活動はシングル1枚のみで終わった。
BOX（1988年4月21日 - ）
メンバー：杉真理（Vo, G）、松尾清憲（Vo, G）、小室和之（B）（現：小室和幸）、田上正和（G）、橋本哲（G）（1997年オムニバスアルバム「Winter Gift Pops」のみ参加）
Piccadilly Circus（ピカデリー・サーカス）（1996年6月25日 - ）
メンバー：杉真理（Vo, G）、松尾清憲（Vo, G）、伊豆田洋之（Vo, P）、風祭東（Vo, B）（オールウェイズのメンバー）、橋本哲（G）、上田雅利（Dr）（元チューリップのメンバー。1stアルバム制作時より正式メンバー）、嶋田陽一（Key。結成時は正式メンバー。ただし、アルバムの録音時には編曲者として参加）、安部俊幸（G）（元チューリップのメンバー。結成時は正式メンバー）、小泉信彦（Key）（1997年よりサポートメンバーとして参加）、山本圭右（G）（1997年よりサポートメンバーとして参加）
須藤薫&杉真理（1998年8月29日 - ）
メンバー：須藤薫、杉真理
ALOHA BROTHERS（アロハ・ブラザーズ）（1991年6月 - ）
村田和人、杉真理
MONKEY FOREST BAND （モンキー・フォレスト・バンド）（1997年 - ）
メンバー：杉真理、松尾清憲、風祭東、橋本哲、里村美和
基本的にライブ活動のみを行うアコースティック・ユニット。
SACHA KNITZ（サッチャナイツ）（2016年 - ）
メンバー：杉真理、岩沢幸矢（ブレッド&バター）、鈴木雄大、平沢成基、遠藤響子（サポートメンバー）

## サポートメンバー
- The Dreamers（ザ・ドリーマーズ） - 杉真理がソロ名義で活動する時のバックバンド。

△◇清水淳（Dr）、田上正和（G）、橋本哲（G）、◎山本圭右（G）、◎△嶋田陽一（Key）、京田誠一（Key）、◇小泉信彦（Key）、小池浩道（B）
◎◇藤田哲也（B, Chorus）、小室和幸（Chorus）、向井寛（Chorus）、楠瀬誠志郎（Chorus）、△谷口守（Chorus）
※◎印はM.S.Qのメンバーを兼務、△印はChili Dogsのメンバーを兼務、◇印はカルパッチョスのメンバーを兼務
- Chili Dogs（1998年 - ）- 須藤薫&杉真理としてのライブやレコーディング時に演奏を担当するバックバンド。

小泉信彦（Arr, Key）、清水淳（Dr, Chorus）、谷口守（B, Chorus）、渡辺格（G）、里村美和（Per）、【過去のメンバー】嶋田陽一
- M.S.Q（2000年 - ）- 杉真理のソロライブでの演奏を担当するバックバンド。

藤田哲也（B）、山本圭右（G）、嶋田陽一（Key）、島村英二（Dr）
- カルパッチョス（2006年 - ）- 杉真理のソロライブでの演奏を担当するバックバンド。

メンバー：藤田哲也（B）、小泉信彦（Key）、渡辺格（G）、高橋結子（Dr, Chorus）、清水淳（Per）
2006年4月23日に実施されたソロライブ「La Festa 2006 Masamichi Sugi〜スギのカルパッチョを召し上がれ!!!〜」でバックを務めたバンドメンバーに後から名付けする形で誕生した。2008年発表の『魔法の領域』ではレコーディングにも参加。2006年以降のソロライブではカルパッチョスが専らバックバンドを務めている。
- SYS - プログラミングレコーディングメンバー

メンバー：嶋田陽一、嶋田英二郎、山下恭文。1991年にSYS専用の「SYSスタジオ」が完成。

## ディスコグラフィ

### シングル
1. 思い出の渦／トゥナイト - （杉真理＆レッド・ストライプス）（1977年3月25日、ビクター音楽産業）
『思い出の渦』『トゥナイト』 - 同日発売のアルバム「MARI & REDSTRIPES」にも収録されている
2. Hold on／悲しきクラクション（1980年6月21日、CBSソニー）
『Hold on』『悲しきクラクション』 - 後にアルバム「SONG WRITER」に収録された
『Hold on』- 竹内まりやのアルバム「UNIVERSITY STREET」（1979年5月21日）に提供した曲をセルフカバーしたもの。
『Hold on』- 長谷川真奈がアルバム「Stories」にてカバーしている
『悲しきクラクション』- 榊原郁恵がシングル「悲しきクラクション」（1983年9月1日）としてカバーしている。
3. Catch Your Way／Send her back to me（1980年10月1日、CBSソニー）  - 『Catch Your Way』：日産自動車 Catch Your Way キャンペーン イメージソング
『Catch Your Way』 - 後にアルバム『OVERLAP』に収録された
『Send her back to me』 - アルバム『SONG WRITER』からのシングルカット
4. ガラスの恋人／街で見かけた君（1981年9月21日、CBSソニー）
『ガラスの恋人』 - 後にアルバム『OVERLAP』に収録された
『Downsloped Way』 - 後にアルバム『OVERLAP』のボーナストラックに収録された
5. 夢みる渚／ラストナイト（1982年3月21日、CBSソニー） - アルバム『NIAGARA TRIANGLE Vol.2』との同時発売
『夢みる渚』 - 同日発売の『NIAGARA TRIANGLE Vol.2』にも収録されている
『ラストナイト』 - 後にアルバム「『OVERLAP』に収録された
6. Lonely Girl／恋のフォトグラフ（1982年5月21日、CBSソニー）
『Lonely Girl』『恋のフォトグラフ』 - 同時発売のアルバム『OVERLAP』に収録された
7. Teardrops Are Falling／Simulation Game（1982年8月25日、CBSソニー）
『Teardrops Are Falling』『Simulation Game』 - アルバム『OVERLAP』からのシングルカット
8. バカンスはいつも雨（レイン）／Downsloped Way（1982年10月21日、CBSソニー） - 『バカンスはいつも雨（レイン）』：グリコセシルチョコレート CMソング
『バカンスはいつも雨（レイン）』 - 後にアルバム『STARGAZER』に収録された
『Downsloped Way』 - アルバム『OVERLAP』」からのシングルカット
9. 内気なジュリエット／懐しき80'S（1983年4月21日、CBSソニー） - アルバム『STARGAZER』との同時発売
『内気なジュリエット』『懐しき80'S』 - 同日発売のアルバム『STARGAZER』にも収録されている
10. 素敵なサマー・デイズ／サスピション（1983年6月21日、CBSソニー）
『素敵なサマー・デイズ』『サスピション』 - アルバム『STARGAZER』からのシングルカット
11. いとしのテラ／BACKSTAGE DREAMER（1984年4月21日、CBSソニー） - 『いとしのテラ』：テラ（味の素がかつて発売していたスポーツドリンク）CMソング
『いとしのテラ』『BACKSTAGE DREAMER』 - 後にアルバム『MISTONE』に収録された
12. Key Station／Sentimental Dancing（1985年8月25日、CBSソニー） - 『Sentimental Dancing』：花王 シャンプー CMソング
『Key Station』『Sentimental Dancing』 - アルバム『SYMPHONY ＃10』からのシングルカット
13. 最後のメリー・クリスマス／くつ下の中の僕〈杉真理ソロバージョン〉（1986年11月21日、CBSソニー） - コラボレーションアルバム『Winter Lounge』との同時発売
『最後のメリー・クリスマス』 - 同日発売のコラボレーションアルバム『Winter Lounge』にも収録されている
『くつ下の中の僕〈杉真理ソロバージョン〉』 - 長らく未CD化だったが、2007年7月25日に再発されたアルバム『SABRINA』（30周年記念企画盤）にボーナストラックとして収録された。
14. Melting World／Crying Angel（1987年6月21日、CBSソニー）
『Melting World』『Crying Angel』 - アルバム『HAVE A HOT DAY!』からのシングルカット
15. Romancing Story／恋するQUEST（1989年9月21日、CBSソニー）※このシングルから8cmCDシングルでのリリース
『Romancing Story』『恋するQUEST』 - 後にアルバム『LADIES & GENTLEMEN』に収録された
『Romancing Story』：日本テレビ系ドラマ「夏休み別荘物語」主題歌
『恋するQUEST』：コーセークエストCMソング
16. My Little World／DowntownのAngel（1990年3月21日、CBSソニー） - 『My Little World』：富士通コードレステレホン CMソング
『My Little World』『DowntownのAngel』 - アルバム『LADIES & GENTLEMEN』からのシングルカット
17. Wonderful Life〜君がいたから〜／恋の手ほどき〜X'mas in Love〜（1990年11月21日、CBSソニー）
『Wonderful Life〜君がいたから〜』『恋の手ほどき〜X'mas in Love〜』 - 後にアルバム『WONDERFUL LIFE』に収録された
18. 夏休みの宿題／You are so beautiful（1992年6月21日、Sony Records） - アルバム『WORLD OF LOVE』との同時発売
『夏休みの宿題』『You are so beautiful』 - 同日発売のアルバム『WORLD OF LOVE』にも収録されている
『You are so beautiful』：関西電力 CMソング
19. Best of my Love／ヴィーナス（1992年11月21日、Sony Records） - TBS系列TVドラマ「ビーナスハイツ」主題歌（オープニング：『ヴィーナス』、エンディング：『Best of my Love』）
『ヴィーナス』 - 後にアルバム『FLOWERS』に収録された
20. Love is Magic／パピヨン（1993年5月21日、Sony Records）
『Love is Magic』『パピヨン』 - 後にアルバム『FLOWERS』に収録された

### 12インチシングル
- I DON'T LIKE POPS（杉真理＆THE DREAMERS）（1985年4月21日、CBSソニー）※12インチシングル盤・未CD化

A面：『I DON'T LIKE POPS』（作詞・作曲：杉真理／編曲：杉真理＆THE DREAMERS） - 2007年7月25日に紙ジャケット仕様にて再発された「SYMPHONY ＃10」にボーナストラックとして収録（初CD化）された。
『I DON'T LIKE POPS』は SPECIAL SUMMER MIXED POP'S MEDLEY という副題が付いており、下記のように6曲をメドレー形式で繋いだ構成になっている。
Crying Angel〜MY GIRL〜SUMMER DAYS〔素敵なサマー・デイズ〕〜JOKER ON THE STREET〜Sentimental Dancing〜You're my No.1〜Crying Angel（reprise)
曲間には英語のセリフが挿入されているが、このセリフをアン・ルイス、五十嵐浩晃、EPO、伊藤銀次、尾崎亜美、山本潤子、飯島真理、竹内まりやの8人が担当している。
B面：『ON THE B SIDE』SPECIAL DREAMER'S MIX（作詞・作曲：杉真理／編曲：杉真理&THE DREAMERS）
2002年3月20日にリリースされた編集盤「STARGAZER/OVERLAP」のDisc-1のボーナストラックとして収録（初CD化）された。
- BEST 4 YOU（1985年12月21日、CBSソニー）※未CD化

A面収録曲：（1）Catch Your Way／（2）バカンスはいつも雨
B面収録曲：（1)Hold on／（2）内気なジュリエット

### アルバム
1. MARI & REDSTRIPES（1977年3月25日（LP盤）、1990年5月21日（CD）・2007年3月21日（紙ジャケット仕様再発）、ビクター音楽産業） - MARI & REDSTRIPES名義
2. SWINGY（1978年2月25日（LP盤）、1990年5月21日（CD）、2007年3月21日（紙ジャケット仕様再発）、ビクター音楽産業） - 杉真理＆レッド・ストライプス名義
3. SONG WRITER（1980年7月21日（LP盤）、1990年10月15日（CD）、2007年7月25日（紙ジャケット仕様再発）、CBSソニー）
4. OVERLAP（1982年5月21日（LP盤）、1990年10月15日（CD）、2007年7月25日（紙ジャケット仕様再発）、CBSソニー）
5. STARGAZER（1983年4月21日（LP盤、CD）、2007年7月25日（紙ジャケット仕様再発）、CBSソニー）
6. MISTONE（1984年5月21日（LP盤、CD）、2007年7月25日（紙ジャケット仕様再発、CBSソニー）
7. SYMPHONY ＃10（1985年6月21日（LP盤、CD）2007年7月25日（紙ジャケット仕様再発）、CBSソニー）
8. SABRINA（1986年7月16日（LP盤、CD）、2007年7月25日（紙ジャケット仕様再発）、CBSソニー）
9. HAVE A HOT DAY!（1987年6月3日（LP盤、CD）、2008年3月19日（紙ジャケット仕様再発）、CBSソニー）
10. LADIES & GENTLEMEN（1989年10月21日（CD）、2008年3月19日（紙ジャケット仕様再発）、CBSソニー）
11. WONDERFUL LIFE（1990年12月21日（CD）、2008年3月19日（紙ジャケット仕様再発）、CBSソニー・）
12. MADE IN HEAVEN（1991年6月21日（CD）、2008年3月19日（紙ジャケット仕様再発）、Sony Records）
13. WORLD OF LOVE（1992年6月21日（CD）、2008年3月19日（紙ジャケット仕様再発）、Sony Records）
14. FLOWERS（1993年6月21日（CD）、2008年3月19日（紙ジャケット仕様再発）、Sony Records）
15. POP MUSIC（2001年2月21日（CD）、2009年10月28日（紙ジャケット仕様再発）、OAK Records）※ OAK Records（オーク・レコーズ）は新星堂の自社レーベル・"オーマガトキ"のレーベル
16. LOVE MIX（2002年6月21日（CD）、2009年10月28日（紙ジャケット仕様再発）、OAK Records）
17. 魔法の領域（2008年1月23日、NAYUTAWAVE RECORDS）
18. STRINGS OF GOLD（2014年5月21日、U'S MUSIC） - 杉真理 with Moment String Quartet名義
19. THIS IS POP（2014年11月26日、徳間ジャパンコミュニケーションズ） - 杉真理＆フレンズ名義
20. MUSIC LIFE（2019年2月27日、ユニバーサルミュージック）

### インストゥルメンタル・アルバム
- 風の吹く場所（2005年6月1日、mistone music[12]） - 杉真理のライブ・イベント会場でのみの販売

### ベストアルバム
- GOLDEN J-POP THE BEST 杉真理（1997年11月21日、Sony Records）
- DREAM PRICE 1000『杉 真理／いとしのテラ』（2002年2月20日、Sony Music House） - 収録曲6曲のミニ・ベスト盤
- GOLDEN☆BEST／杉真理＆フレンズ（2005年9月7日、Sony Music Direct（GTMusic）） - 2枚組

Disc1 - 杉真理名義のシングルのA面の楽曲を収録（音源はデジタル・リマスターされている）
ボーナストラックとして「思い出の渦」（杉真理＆レッド・ストライプス）が追加収録されている。
Disc2 - 他アーティストへの提供曲を収録（音源はデジタル・リマスターされている）
ボーナストラックとして新曲『Don't Worry Yoko』（作詞・作曲：杉真理、松尾清憲／編曲：嶋田陽一）が追加収録されている。なお、『Don't Worry Yoko』はBS朝日「クイズ！人生ゲーム」2005年エンディングテーマソングに起用された。
- 999 BEST 杉真理（2007年2月21日、Sony Music Direct） - 期間限定の9曲入りベスト盤

### 企画アルバム
- Mr. Melody〜杉 真理提供曲集〜（2022年11月23日、Sony Music Direct） - デビュー45周年記念企画。他のアーティストらに提供した300曲以上にのぼる楽曲のなかから杉本人が厳選した116曲を収録。6枚組CD-BOX[13]

## ユニット名義作品

### THE HOSPITAL
シングル
- LIVE CAPSULE／BEE MEN（恋の蜜蜂男）（1980年5月21日、CBSソニー）

『LIVE CAPSULE』 - 作詞：William Empson／作曲：Robert Graves（Robert Gravesは杉真理の変名である）
2005年9月7日にリリースされたベストアルバム「GOLDEN☆BEST／杉真理＆フレンズ」のDisc2に収録（初CD化）された。
2007年7月25日に紙ジャケット仕様にて再発された「SONG WRITER」にもボーナストラックとして収録されている。

### 「BOX」
シングル
- 風のBad Girl／Temptation Girl（1988年4月21日、CBSソニー） - 7インチアナログシングル＆8cmCDシングル

アルバム
- BOX POPS（1988年5月5日（LP盤、CD）、CBSソニー）、2008年11月19日（紙ジャケット仕様再発）、Sony Music Direct（GTMusic））
- JOURNEY TO YOUR HEART（1990年3月21日（CD）、CBSソニー、2008年11月19日（紙ジャケット仕様再発）、Sony Music Direct（GTMusic））
- BOX POPS/Journey To Your Heart（2002年3月20日、Sony Records） - アルバム「BOX POPS」と「JOURNEY TO YOUR HEART」を1枚のCDにまとめたもの（音源はデジタル・リマスターされている）
- MIGHTY ROSE（2012年9月26日、USMジャパン／ユニバーサルミュージック）

### 詩子with ALOHA BROTHERS
シングル
- 神様のプレゼント（1991年11月25日、作詞：田口俊／作曲：杉真理、村田和人／編曲：嶋田陽一）

ベストアルバム「GOLDEN☆BEST／杉真理＆フレンズ」のDisc2に収録されている。また、「WINTER GIFT POPS」の中で長谷川真奈がカバーしている

### Piccadilly Circus
シングル
- Baby! it's all right／恋の道化師〜メリー・ゴーラウンド（1999年1月21日、EPIC RECORDS） - 『Baby! it's all right』はNHK-BS2『新・真夜中の王国』オープニング・テーマ

アルバム
- Piccadilly Circus（1999年2月21日（CD）、EPIC RECORDS、2007年3月21日（紙ジャケット仕様再発）、Sony Music Direct（GTMusic））

- Summer of Love（2003年12月10日（CD）、Project-T、2007年3月21日（紙ジャケット仕様再発）、Sony Music Direct（GTMusic））

### 須藤薫＆杉真理
※詳細は須藤薫＆杉真理＃ディスコグラフィーを参照。
シングル
- 君の物語（2000年1月1日）
- 最後のデート〜Last Rendezvous〜（2000年7月19日）

ミニアルバム
- ロマンティック天国（1999年7月1日）

アルバム
- ポップンロール・パラダイス（1999年8月1日）
- ポップンロール・プラネット（1999年11月20日）
- POP 'ROUND THE WORLD（2007年11月21日） - 「須藤薫&杉真理」の事実上のベストアルバム

### アロハ・ブラザース
アルバム
- 世界のアロハ・ブラザース（2010年4月1日）

## コラボレーションアルバム
- NIAGARA TRIANGLE Vol.2（1982年3月21日（LP盤）、1982年10月10日（CD）、CBSソニー） - 杉真理ソロシングル「夢みる渚／ラストナイト」と同日発売

参加アーティスト：大瀧詠一、佐野元春、杉真理
杉真理の作品：(5)Nobody／(6)ガールフレンド／(7)夢見る渚／(8)Love Her（全曲 作詞・作曲・編曲：杉真理）
ヴォーカル参加作品：(1)A面で恋をして
※『夢見る渚』は同日発売の杉真理ソロシングル「夢みる渚／ラストナイト」のA面にも収録されている。
- 関連シングル：「さらばシベリア鉄道／A面で恋をして」（1981年10月21日、CBSソニー） - 『A面で恋をして』：ヴォーカル参加作品

- Winter Lounge（1986年11月21日（LP盤、CD）、CBSソニー、2008年11月19日（紙ジャケット仕様再発）、Sony Music Direct（GTMusic））

- 関連シングル：「Yellow Christmas／くつ下の中の僕〈Pops All Stars バージョン〉」（Pops All Stars）（1986年11月21日、CBSソニー）

参加アーティスト：杉真理、PSY・S（松浦雅也）、楠瀬誠志郎、南佳孝、須藤薫、Hi-Fi SET、PIZZICATO V
- Summer Lounge（1987年6月11日（LP盤、CD）、CBSソニー、2007年8月22日（紙ジャケット仕様再発）、Sony Music Direct（GTMusic））

- 関連シングル：「Holiday Company／パーティーはすぐはじまりさ」〈Pops All Stars〉（1987年6月21日、CBSソニー）

参加アーティスト：杉真理、プリンセス・プリンセス、種ともこ、中西俊博、楠瀬誠志郎、南佳孝、須藤薫、Hi-Fi SET
- WINTER GIFT POPS（1997年11月21日（CD）、日本コロムビア、2006年1月25日（紙ジャケット仕様再発）、MMRecords（エムエムレコード）

参加アーティスト：杉真理、「BOX」、松尾清憲、伊豆田洋之、大貫妙子、高野寛、かの香織、EPO、久保田洋司、村田和人、さいとうみわこ、峠恵子、長谷川真奈
- Gentle Guitar Dreams（2002年5月29日、イーストウエストジャパン） - ジョージ・ハリスントリビュートアルバム

参加アーティスト：「BOX」、高野寛、堂島孝平、鈴木茂、ムーンライダーズ、野宮真貴 、千住明
- 愛は永遠に（1996年12月12日、Sony Records） - カーペンターズトリビュートアルバム。N・A・T名義

　
カーペンターズの曲を苦楽健人（木﨑徹）が超訳詞として日本語で詞を書き、峠恵子や須藤薫が歌唱した企画アルバム。
木﨑徹と杉による全編プロデュースアルバム。
参加アーティスト：杉真理、橋本哲、松尾清憲
- Paradise in ASIA（1998年8月21日、F-records）

杉真理の作品：（1）ASIAN PARADISE〈英語・Asian Pops All Stars〉（8）ASIAN PARADISE〈日本語・杉真理ソロ〉（16）ASIAN PARADISE〈各国語・Asian Pops All Stars〉
- 関連シングル：「Asian Paradise」（1999年10月1日、F-records）

収録曲：(1)ASIAN PARADISE〈英語・Asian Pops All Stars〉(2)ASIAN PARADISE〈各国語・Asian Pops All Stars〉(3)ASIAN PARADISE〈日本語・杉真理ソロ〉(4)ASIAN PARADISE〈オリジナル・カラオケ〉
『ASIAN PARADISE』 - 作詞：むねさとる（山口宗吾）＆杉真理／作曲：杉真理／編曲：嶋田陽一

## サウンドトラック
- 微熱少年 MOVIE SONGS（1987年4月22日CBS、ソニー） - 映画『微熱少年』挿入歌。杉の作品は『Do You Feel Me』の1曲のみ参加
- イバラード〜イバラード博物誌より〜（1995年10月25日、未来MUSIC（徳間ジャパン））

井上直久の画集『イバラード』のイメージ・アルバム。杉は『エアシップ』（作詞・作曲：杉真理／編曲：嶋田陽一）の1曲のみの参加

## 編集盤
- NICE PAIR（杉真理＆レッド・ストライプス）（1982年8月21日（LP）、1986年（CD）、ビクター音楽産業） - 2枚のアルバム（「MARI & REDSTRIPES」「SWINGY」）を再収録したもの。ただし、一部未収録の曲がある。
- STARGAZER/OVERLAP（2002年3月20日、Sony Records） - 2枚組

Disc1 - アルバム「STARGAZER」の内容と同じ（音源はデジタル・リマスターされている）
ボーナストラックとして『OH CANDY（2001アコースティックデモバージョン）』『ON THE B SIDE』の2曲が追加収録されている。
Disc2 - アルバム「OVERLAP」の内容と同じ（音源はデジタル・リマスターされている）
ボーナストラックとして『街で見かけた君（シングルバージョン）』が追加収録されている。

### その他
- コカ・コーラCMソング集 Super More（2006年3月24日、ジェネオンエンタテインメント）

コカコーラのCMソングを集めたアルバム。杉真理の作品は『Yes Coke Yes '81』が収録されている。
- Chapel in the Sun（2007年6月8日（西鉄エージェンシー・関係者先行発売）、一般発売：2007年11月21日） - 12cmCDシングル。姫野達也＆杉真理名義

『Chapel in the Sun』の他に西南学院校歌や「Ah,SEINAN」などが収録されている。

### 映像作品
- TERRA（1984年6月1日、CBSソニー） - 映像：根岸吉太郎／音楽：杉真理。VHSビデオ・βビデオ・VHD・レーザーディスクの4種類のメディアで商品化された。未DVD化。
- The Coca-Cola TVCF Chronicles（2008年7月2日・avex io） - DVD

コカコーラのCM映像を集めたDVD。杉真理の作品（音楽）は『Yes Coke Yes '81』が収録されている。

## 参加作品
- 安部恭弘

『音楽の女神』 - ボーカル参加〔安部恭弘と杉真理のデュオ（作詞・作曲・編曲も安部と共作）〕
- 飯島真理

『いつものパーティー』 - ボーカル参加（飯島真理とデュエット）
『Blueberry Jam』 - コーラス参加
- 五十嵐浩晃

『想い出のサマー・ソング』『きっとVallely』 - コーラス参加
- 大江千里

『代々木上原の彼女』 - コーラス参加（コーラスアレンジも担当）
- 竹内まりや

『Dream Seeker』 - コーラス参加（コーラスアレンジも担当）
『Never Cry Butterfly』 - バックボーカル参加（「Piccadilly Circus」が演奏を担当）
- 川島なお美

アルバム『SO LONG』 - アコースティックギター演奏、コーラス参加
- 区麗情

『Happy Birthday, Sweet Sixteen』 - コーラス参加（コーラスアレンジも担当）
- 楠瀬誠志郎

『君の選んだ小さな傘』 - コーラス参加（作詞とコーラスアレンジも担当）
『天国の神経衰弱』 - コーラス参加（作詞も担当）
- 財津和夫

『にせ者のシンデレラ』 - コーラス参加（作曲も担当）
- 須藤薫

『恋の最終列車』『さよならはエスカレーターで』『この恋に夢中』『涙のステップ』『1950 TEAR-DROPS CALENDAR』『RAINY DAY HELLO』『素敵なステディ』『悲しみのジューク・ハウス』『シークレット・ラブ』 - コーラス参加
- 橘いずみ（現：和 (シンガーソングライター)）

『君なら大丈夫だよ』 - コーラス参加（作曲とコーラスアレンジも担当）
『うまくやろうよ』 - コーラス参加（コーラスアレンジも担当）
- 竹達彩奈

『時空ツアーズ』 - コーラス参加（コーラスアレンジも担当）
- 松任谷由実

『ESPER』『よそゆき顔で』『ためらい』 - コーラス参加（コーラスアレンジも担当）
アルバム『昨晩お会いしましょう』 - コーラス参加
- Hi-Fi SET

『恋愛狂時代』 - コーラス参加（作曲とコーラスアレンジも担当）
『Sweet Locomotion』 - コーラス参加
- 松田聖子

『真冬の恋人たち』 - ヴォーカル参加（松田聖子と杉真理のデュエット）
- REICO（田口俊&堀口和男）

アルバム『OFF LIMITS』 - コーラス参加
- 渡辺満里奈

『約束の場所まで』 - コーラス参加（コーラスアレンジも担当）

## 提供楽曲
★＝杉真理本人によるセルフカバーが発表されている楽曲、●＝CD『ゴールデン☆ベスト』または『杉真理WORKS』に収録されている楽曲

### 作曲
- 石岡美紀

「五月の頃」 - 作詞：佐藤純子/作曲：杉真理/編曲：渡辺格
「歩こう」● - 作詞：山田ひろし/作曲：杉真理/編曲：山川恵津子
「夢の途中」 - 作詞：石岡美紀/作曲：杉真理、松尾清憲/編曲：山川恵津子 ※テレビ朝日 『GAHAHA王国』エンディングテーマ
「明日の私へ贈る歌」 - 作詞：石岡美紀/作曲：杉真理、松尾清憲
- SAYURI（石川さゆり）

「ウイスキーが、お好きでしょ」● - 作詞：田口俊/作曲：杉真理/編曲：斎藤毅 ※サントリー「サントリークレスト12年」CMソング
「あやまらなくていいの」 - 作詞：田口俊/作曲：杉真理/編曲：羽田健太郎
「甘いスキャンダル」 - 作詞：田口俊/作曲：杉真理/編曲：前田憲男
「余韻」 - 作詞：田口俊/作曲：杉真理/編曲：前田憲男
- 石川セリ「OFF TO THE OUTER LAND」 - 作詞：Rorny/作曲：杉真理
- 伊豆田洋之「夢のふるさと」● - 作詞：伊藤アキラ/作曲：杉真理/編曲：斎藤毅 ※1992年JRAキャンペーンCMソング
- 市川実和子「四回目の卒業式」 - 作詞：小野小福/作曲：杉真理/編曲：井上鑑
- 伊藤さやか「そよかぜの誘惑」 - 作詞：Heart Box/作曲：杉真理
- 伊藤美奈子「イニシャル」 - 作詞：伊藤美奈子/作曲：杉真理
- 稲垣潤一「ジンで朝まで」● - 作詞：秋元康/作曲：杉真理/編曲：井上鑑
- 井上昌己「メリー・ローランの島」● - 作詞：古賀勝哉/作曲：杉真理/編曲：京田誠一
- 井上望「シャドー・ボーイ」 - 作詞：丸山圭子/作曲：杉真理
- 岩下清香「道」 - 作詞：永森羽純/作曲：杉真理、松尾清憲/編曲：松田文
- 上田雅利「Daddyはロックンロール中毒」★ - 作詞・作曲：杉真理/編曲：小泉信彦
- 詩子「虹の彼方-windy blue- 」 - 作詞：田口俊/作曲：杉真理/編曲：鷺巣詩郎
- 内田有紀「キスをした」 - 作詞：グ・スーヨン/作曲：杉真理、松尾清憲/編曲：VOX
- 宇宙(ウジュ)「マイルドでいこう」★ - 作詞・作曲：杉真理、伊藤銀次/編曲：京田誠一

「マイルドでいこう」は杉のアルバム「魔法の領域」の収録曲である。
本来は「魔法の領域」が発売された後に、宇宙（ウジュ）がカバーする予定であったが、レコーディングのスケジュールの都合などでリリース順が逆転してしまった。
- 岡田有希子

「ペナルティ」 - 作詞：竹内まりや/作曲：杉真理/編曲：松任谷正隆
「二人のブルー・トレイン」● - 作詞：竹内まりや/作曲：杉真理/編曲：松任谷正隆
- 荻野目洋子「1・2・3, レット・ミー・ダンス」 - 作詞：岡田富美子/作曲：杉真理/編曲：清水信之
- 小幡洋子「異国の窓から」 - 作詞：紗哩南/作曲：杉真理/編曲：国吉良一
- 榊原郁恵

「真夏のファンタジア」 - 作詞：伊藤アキラ/作曲：杉真理/編曲：船山基紀
「つれてってピーター・パン 〜一夜の夢〜」 - 作詞：伊藤アキラ/作曲：杉真理/編曲：船山基紀
「悲しきクラクション」★ - 作詞・作曲：杉真理/編曲：大川友章
「レディ・レディ」 - 作詞：篠塚満由美/作曲：杉真理/編曲：船山基紀
「私の天使」 - 作詞：伊藤アキラ/作曲：杉真理/編曲：船山基紀
「ビバ！ピーターパン」 - 作詞：伊藤アキラ/作曲：杉真理/編曲：船山基紀
「メイク・アップ 」- 作詞：伊藤アキラ/作曲：杉真理/編曲：船山基紀
- カズン

「雨の日も風の日も」 - 作詞：小林和子/作曲：杉真理/編曲：井上鑑
「彼と彼女の夏」 - 作詞：小林和子/作曲：杉真理/編曲：佐藤準/コーラスアレンジ：佐藤準、杉真理
- 川島なお美

「ゼミナールは車の中で」 - 作詞：田口俊/作曲：杉真理/編曲：大谷和夫
「想い出のストロベリーフィールズ」 - 作詞：横須賀恵（山口百恵）/作曲：杉真理/編曲：杉真理
「Good-bye American Dream」 - 作詞：NAO美（川島なお美）/作曲：杉真理
「TOKIO PRINCESS HOTEL」 - 作詞：NAO美（川島なお美）/作曲：杉真理/編曲：小笠原寛
「ボニー・アンド・クライド」 - 作詞：売野雅勇/作曲：杉真理
「想い出のビッグ・ウェンズデイ」 - 作詞：売野雅勇/作曲：杉真理/編曲：椎名和夫
「Ash Wednesday」● - 「哀しみのマンハッタン」「浮気な Birdie boy」「バス・ストップでまちぶせ」「雨よ急いで」「バナナ・フィッシュにうってつけの日」
- 菊池志穂「丘の上に行こう」 - 作詞：康珍化/作曲：杉真理
- 木村恭子「今日から、旅人」 - 作詞：斎木良二/作曲：杉真理/編曲：嶋田陽一
- 木村恵子「シンジラレネーション」 - 作詞：木村恵子/作曲：杉真理/編曲：鈴木茂
- 楠瀬誠志郎「face to face」● - 作詞・作曲：杉真理/編曲：古川昌義
- 児島未散「Sweetest joker」 - 作詞：吉元由美/作曲：杉真理/編曲：松原正樹
- 小林克也&ザ・ナンバーワン・バンド「今宵踊らん」 - 作詞：ハモニカ宮田/作曲：杉真理
- 西園寺たまき「R & R GHQ」 - 作詞：伊達歩/作曲：杉真理
- 財津和夫「にせ者のシンデレラ」 - 作詞：財津和夫/作曲：杉真理
- 佐倉しおり「風はオーガンディー」（アルバム『Sigh…。』収録曲） - 作詞：田口俊/作曲：杉真理/編曲：船山基紀
- ザ・キング・トーンズ「夕焼けレッドで帰りましょう」● - 作詞：伊藤アキラ/作曲：杉真理/編曲：斎藤毅 ※サントリー・ウイスキー「レッド」CMソング
- 真田広之

「風の伝説」 - 作詞：野際陽子/作曲：杉真理
「にがい気分」 - 作詞：来生えつこ/作曲：杉真理
「光への叫び」 - 作詞：千葉真一/作曲：杉真理
- しおこうじ

「歌はどこへ行ったの？」 - 作詞：田口俊/作曲：杉真理
- 志賀真理子「Rainy Day Hello」（須藤薫の「Rainy Day Hello」のカバー）● - 作詞・作曲：杉真理/編曲：清水信之、杉真理
- 設楽りさ子「SWEET FEELING」● - 作詞：来生えつこ/作曲：杉真理/編曲：椎名和夫
- 島崎和歌子

「ドリーム・ストライカー -DREAM STRIKER-」● - 作詞：田口俊/作曲：杉真理/編曲：京田誠一 ※テレビ東京系列アニメ「燃えろ!トップストライカー」オープニング・テーマ
「異邦人〜ストラニエーロ〜」 - 作詞：田口俊/作曲：杉真理/編曲：京田誠一 ※テレビ東京系列アニメ「燃えろ!トップストライカー」エンディング・テーマ
- しらさやえみ（白鞘慧海）

「Summer Kiss」 - 作詞・作曲：杉真理、しらさやえみ/編曲：本間昭光/ストリングアレンジ：朝田朋之、嶋田陽一
「君のそばに〜song for Lucky」● - 作詞：MAKO（竹内まりや）/作曲：杉真理/編曲：服部克久/コーラスアレンジ：杉真理
- 鈴木ユカリ

「ときどき電話して」● - 作詞：田口俊/作曲：杉真理/編曲：杉山卓夫
「恋が終わるまで」 - 作詞：芹沢類/作曲：杉真理/編曲：岩崎文紀
- 須藤薫

「雨の遊園地」 - 作詞：田口俊/作曲：杉真理/編曲：松任谷正隆
「いつかこの都会で」 - 作詞：田口俊/作曲：杉真理/編曲：松任谷正隆/コーラスアレンジ：杉真理
「エイミーの卒業」 - 作詞：田口俊/作曲：杉真理/編曲：松任谷正隆
「想い出のスクール・ラブ」 - 作詞：伊達歩/作曲：杉真理/編曲：松任谷正隆
「同い年の恋」 - 作詞：田口俊/作曲：杉真理/編曲：京田誠一
「悲しき恋のマンディ」 - 作詞：田口俊/作曲：杉真理/編曲：松任谷正隆
「悲しみのジューク・ハウス」 - 作詞：伊達歩/作曲：杉真理/編曲：松任谷正隆
「クリスマスの扉 」- 作詞：田口俊/作曲：杉真理/編曲：松任谷正隆
「恋に落ちよう」 - 作詞・作曲：杉真理/編曲：松任谷正隆/コーラスアレンジ：杉真理
「恋の最終列車」 - 作詞・作曲：杉真理/編曲：松任谷正隆/コーラスアレンジ：杉真理
「恋のビーチ・ドライバー 」 - 作詞：伊達歩/作曲：杉真理/編曲：松任谷正隆
「恋のプリズナー」 - 作詞：田口俊/作曲：杉真理/編曲：松任谷正隆、杉真理
「心の中のプラネタリウム」 - 作詞：田口俊/作曲：杉真理/編曲：松任谷正隆
「この恋に夢中」 - 作詞：有川正沙子/作曲:杉真理/編曲：松任谷正隆/コーラスアレンジ：杉真理
「サムシング・サムバディ」 - 作詞：金森隆/作曲：杉真理/編曲：松下誠
「さよならはエスカレーターで」 - 作詞：呉田軽穂/作曲：杉真理/編曲：松任谷正隆/コーラスアレンジ：杉真理
「シークレット・ラブ」 - 作詞・作曲：杉真理/編曲：松任谷正隆/コーラスアレンジ：杉真理
「スコール・シティ」 - 作詞：田口俊/作曲：杉真理/編曲：松任谷正隆
「素敵なステディ」 - 作詞：有川正沙子/作曲：杉真理/編曲：松任谷正隆/コーラスアレンジ：杉真理
「セカンド・ラブ」 - 作詞：呉田軽穂/作曲：杉真理/編曲：松任谷正隆/コーラスアレンジ：杉真理
「涙のステップ」 - 作詞：有川正沙子/作曲：杉真理、堀口和男/編曲：松任谷正隆/コーラスアレンジ：杉真理、堀口和男
「日曜日のご趣味は？」 - 作詞：田口俊/作曲：杉真理/編曲：松任谷正隆
「パーク」 - 作詞：田口俊/作曲：杉真理/編曲：松任谷正隆
「裸足のままで」 - 作詞：田口俊/作曲：杉真理/編曲：松任谷正隆
「花いちめん夢いっぱい」 - 作詞：山川啓介/作曲：杉真理/編曲：松下誠
「遙かなる肖像」 - 作詞：田口俊/作曲：杉真理/編曲：松任谷正隆
「フロントガラス越しに」 - 作詞：田口俊/作曲：杉真理/編曲：松任谷正隆
「FOOLISH（渚のポストマン）」 - 作詞：伊達歩/作曲：杉真理/編曲：松任谷正隆/コーラスアレンジ：杉真理
「Hello Again」 - 作詞・作曲：杉真理/編曲：京田誠一
「I LOVE YOU」 - 作詞：田口俊/作曲：杉真理/編曲：松任谷正隆
「I'M SORRY」 - 作詞：田口俊/作曲：杉真理/編曲：松任谷正隆
「LOVE AGAIN」 - 作詞・作曲：杉真理/編曲：松任谷正隆/コーラスアレンジ：杉真理
「RAINY DAY HELLO」● - 作詞・作曲：杉真理/編曲：松任谷正隆/コーラスアレンジ：杉真理
「REMEMBER」 - 作詞：有川正沙子/作曲:杉真理/編曲：松任谷正隆/コーラスアレンジ：杉真理
「THE BLACKHOLE」 - 作詞：呉田軽穂/作曲：杉真理/編曲：松任谷正隆/コーラスアレンジ：杉真理
「WOW WOW トレイン」 - 作詞・作曲：杉真理/編曲：松任谷正隆/コーラスアレンジ：杉真理
「1950 TEAR-DROPS CALENDAR」 - 作詞：伊達歩/作曲：杉真理/編曲：松任谷正隆/コーラスアレンジ：杉真理
- スリー・グレイセス

「ウイスキーが、お好きでしょ」 - 作詞：田口俊（英語詞：星野操）/作曲：杉真理/編曲：斎藤毅
「Blue Sky」 - 作詞：湯川れい子/作曲：杉真理/編曲：斎藤毅
- 竹内まりや

「Hold on」●★ - 作詞・作曲：杉真理/編曲：瀬尾一三
「J-Boy」 - 作詞・作曲・編曲：杉真理
「目覚め（Waking Up Alone）」 - 作詞：松山猛/作曲：杉真理
「ムーンライト・ホールド・ミー・タイト」 - 作詞：有馬三恵子/作曲：杉真理
「磁気嵐」 - 作詞：松本隆/作曲：杉真理
「Never Cry Butterfly」 - 作詞・作曲：杉真理、伊豆田洋之 - 原曲はピカデリー・サーカスのアルバム「Piccadilly Circus」に収録されている
「Dear Angie〜あなたは負けない」 - 作詞・作曲：杉真理
- 橘いずみ「君なら大丈夫だよ」 - 作詞：橘いずみ/作曲・編曲・コーラスアレンジ：杉真理
- 辰田さやか

「恋人のように」● - 作詞：渡邊美佳/作曲：杉真理/編曲：嶋田陽一 ※アイフル CMソング
「でもあなたといる」 - 作詞：渡辺なつみ/作曲：杉真理
- 田中裕子「純愛ノススメ」 - 作詞：田口俊/作曲：杉真理/編曲：大野克夫
- 土家里織

「BOY」 - 作詞：田口俊/作曲：杉真理/編曲：大谷和夫
「何とかして」 - 作詞：田口俊/作曲：杉真理/編曲：大谷和夫
- 峠恵子

「静かなる花」 - 作詞・作曲：峠恵子、杉真理/編曲：嶋田陽一
「恋はマジック」● - 作詞・作曲：峠恵子、杉真理、嶋田陽一/編曲：嶋田陽一
- 長沢有起

「さよならHOTEL」 - 作詞：田久保真見/作曲：杉真理/編曲：新井理生
「めまいの森」 - 作詞：田久保真見/作曲：杉真理/編曲：新井理生
- 仲代奈緒

「きっと忘れない」 - 作詞：麻生圭子/作曲：杉真理/編曲：新川博
「シャツが青空に届くまで」 - 作詞：麻生圭子/作曲：杉真理/編曲：新川博
- なかの綾とCENTRAL

「Our Baby」 - 作詞：田口俊/作曲：杉真理
- 中原理恵

「なりきれたらいいのにね」 - 作詞：田口俊/作曲：杉真理
「月色のまちかど」 - 作詞：来生えつこ/作曲：杉真理
- 中村あゆみ

「裸足の摩天楼」 - 作詞：田口俊/作曲：杉真理/編曲：井上鑑
「シンデレラ・リバティ#9」 - 作詞：中村あゆみ、高橋研/作曲：杉真理/編曲：井上鑑
- 中村雅俊

「君を胸に秘めて」 - 作詞：大津あきら/作曲：杉真理
「ガラスの鍵」 - 作詞：伊達歩/作曲：杉真理
- 西田ひかる

「日曜日の冒険者」● - 作詞・作曲：杉真理、松尾清憲/編曲：嶋田陽一
「Joy Trainで行こう」 - 作詞・作曲：杉真理、松尾清憲/編曲：嶋田陽一
「Rendez-Vouz」 - 作詞・作曲：杉真理、松尾清憲/編曲：嶋田陽一
- 二名敦子「Wonderland 夕闇 City」 - 作詞：田口俊/作曲：杉真理/編曲：佐藤準
- 野田幹子

「8月の砂時計」● - 作詞：野田幹子/作曲：杉真理/編曲：杉真理、小泉信彦
「Dramatic Travel」 - 作詞：野田幹子/作曲：杉真理/編曲：板倉賢林
- 野村宏伸「僕たちのアインシュタインの法則」 - 作詞：田口俊/作曲：杉真理/編曲：大村雅朗
- Hi-Fi SET

「永遠のSunny Days」 - 作詞・作曲：杉真理/編曲：新川博
「素直になりたい」● - 作詞・作曲：杉真理/編曲：井上鑑※シチズンウォッチ「リビエール」CMイメージソング
「1999」 - 作詞・作曲：杉真理/編曲：井上鑑
「恋愛狂時代」★ - 作詞・作曲：杉真理/編曲：井上鑑
「Starship」★ - 作詞・作曲：杉真理/編曲：井上鑑
「誰か踊ってくれませんか」- 作詞・作曲：杉真理/編曲：松浦雅也
「プラトニックしましょ」 - 作詞：田口俊/作曲：杉真理/編曲：新川博
「Shall We Dance Again? 〜恋する80's」 - 作詞：田口俊/作曲：杉真理/編曲：新川博
「GENESIS LOVE」 - 作詞：田口俊/作曲：杉真理/編曲：新川博
「星化粧ハレー」 - 作詞：田口俊/作曲：杉真理/編曲：井上鑑※ カネボウCMイメージソング
「Paris Vision」 - 作詞：田口俊/作曲：杉真理/編曲：松浦雅也
「Little May Sick」 - 作詞：田口俊/作曲：杉真理/編曲：京田誠一
「Boy friend」 - 作詞：小泉亮/作曲：杉真理/編曲：井上鑑
「ひときれの恋」 - 作詞：小泉亮/作曲：杉真理/編曲：井上鑑
「かってなバイブル」 - 作詞：小泉亮/作曲：杉真理/編曲：国吉良一
※Hi-Fi SETへの提供曲はGOLDEN☆BEST ハイ・ファイ・セット 荒井由実・松任谷由実・杉真理作品集に全曲収録されている。
- 長谷川真奈

「土曜日のジュリエット」- 作詞：かの香織/作曲・コーラスアレンジ：杉真理
「Hold on」★- 作詞・作曲・コーラスアレンジ：杉真理
- 早見優

「BORN TO BE LOVED」● - 作詞：JimSteele/作曲：杉真理/編曲：伊藤銀次
「LONELY NIGHT」 - 作詞：JimSteele/作曲：杉真理/編曲：伊藤銀次
- 日髙のり子

「さよならの朝」 - 作詞：池永康記/作曲：杉真理/編曲：嶋田陽一
「想い出のスクール・ラブ」 - 作詞：伊達歩/作曲：杉真理/編曲：梅村圭※須藤薫の「想い出のスクール・ラブ」のカバー
- ブレッド&バター

「Life Style」 - 作詞・作曲：杉真理
- 堀ちえみ

「遙か1000マイルの彼方」 - 作詞：竹内まりや/作曲：杉真理/編曲：鈴木茂
「君といる世界」 - 作詞：Chiemi Hori（堀ちえみ）/作曲：杉真理
- 松田聖子

「ピーチ・シャーベット」 - 作詞：松本隆/作曲：杉真理/編曲：瀬尾一三
「雨のリゾート」● - 作詞：松本隆/作曲：杉真理/編曲：鈴木茂
「Dancing Cafe」● - 作詞：松本隆/作曲：杉真理/編曲：船山基紀
「さざなみウェディングロード」 - 作詞：来生えつこ/作曲：杉真理/編曲：大村雅朗
- 松原みき

「あいつのブラウンシューズ」● - 作詞：島エリナ/作曲：杉真理/編曲：|鈴木茂
「気まぐれうさぎ〜Run Rabbit Run〜」 - 作詞：小泉長一郎/作曲：杉真理/編曲：松任谷正隆
「路上のパラダイス」 - 作詞：實川翔/作曲：杉真理/編曲：鷺巣詩郎
- 松宮麻衣子

「きらめき」 - 作詞：さいとうみわこ/作曲：杉真理/編曲：藤原いくろう
- 松村とおる

「BOTTLE OF ROCK N ROLL」 - 作詞：吉田健美/作曲：杉真理
- 松村雄基

「横を向くな、ためらうな」 - 作詞：伊藤アキラ/作曲：杉真理
「誘惑星」 - 作詞：伊藤アキラ/作曲：杉真理
- 松本伊代

「クレッセント・メモリー」 - 作詞：田口俊/作曲：杉真理
「SHALL WE DANCE」- 作詞：田口俊/作曲：杉真理
- 松雪泰子

「RUNNNING IN THE SUN」● - 作詞：吉元由美/作曲：杉真理、松尾清憲/編曲：井上富雄
- 南夏々子

「Message on the Radio」 - 作詞：南夏々子/作曲：杉真理/編曲：杉山泰
- 三原じゅん子

「ライム色の風」 - 作詞：山田麗子/作曲：杉真理
- 村田恵里

「CHANGE FACE」 - 作詞：松本一起/作曲：杉真理
「めぐり逢う奇跡」 - 作詞：松本一起/作曲：杉真理
- 桃井かおり

「ウイスキーが、お好きでしょ」 - 作詞：田口俊/作曲：杉真理
- 森山良子

「Lucky」● - 作詞：田口俊/作曲：杉真理/編曲：杉真理、大谷和夫
「夏の恋人」 - 作詞：田口俊/作曲：杉真理/編曲：杉真理、大谷和夫
「ナタリーの週末」 - 作詞：麻生圭子/作曲：杉真理
「ひと夏の私生活」 - 作詞：麻生圭子/作曲：杉真理
「抱擁」 - 作詞：麻生圭子/作曲：杉真理
「気軽にジェラシー」- 作詞：麻生圭子/作曲：杉真理
- 山口百恵

「想い出のストロベリーフィールズ」● - 作詞：横須賀恵（山口百恵）/作曲：杉真理/編曲：萩田光雄
「幕間の風景」 - 作詞：伊藤強/作曲：杉真理/編曲：大谷和夫
- ラジ

「ROSY BLUE」 - 作詞：山川恵介/作曲：杉真理/編曲：井上艦
「ラジオと二人」 - 作詞：糸井重里/作曲：杉真理
- RIZCO（黒沢律子）

「heaven on earth」● - 作詞：富田京子/作曲：杉真理/編曲：宮田繁男
- LAZY（レイジー）

「ロックン・ロールさえやってりゃ」 - 作詞・作曲：杉真理/編曲：森本太郎
「真昼のメインストリート」 - 作詞・作曲：杉真理/編曲：森本太郎
- dicot「二十五回目の夏」 - 作詞：dicot/作曲：杉真理/編曲：石川鉄男
- Wink

「ケ・セラ・セラヴィ」 - 作詞：芹沢類/作曲：杉真理/編曲：B.Raymond（ブレット・レイモンド）
「それはKissで始まった」 - 作詞：芹沢類/作曲：杉真理/編曲：門倉聡
「私たちらしいルール」 - 作詞：秋元康/作曲：杉真理/編曲：門倉聡
「Sunny Day」 - 作詞：芹沢類/作曲：杉真理/編曲：門倉聡
「Merry Little X'mas」 - 作詞：六ツ見純代/作曲：杉真理

### 作詞
- 五十嵐浩晃

「きっとVallely」 - 作詞：杉真理/作曲：五十嵐浩晃
- 金沢信葉

「TOUCH MY HEART 〜宇宙の子供たち〜」 - 作詞：杉真理/作曲：金沢信葉/編曲：嶋田陽一
- 楠瀬誠志郎

「君の選んだ小さな傘」 - 作詞：杉真理/作曲：楠瀬誠志郎/編曲：岡田徹/コーラスアレンジ：杉真理
「天国の神経衰弱」 - 作詞：杉真理/作曲：楠瀬誠志郎/編曲：井上鑑
- 榊原郁恵

「悲しきクラクション」 - 作詞・曲：杉真理/編曲：大川友章
- 少年隊

「ロマンチック・タイム」 - 作詞：杉真理（古山博名義）/作曲：林哲司
- 峠恵子

「星に唄えば」 - 作詞：杉真理、峠恵子/作曲：峠恵子/編曲：嶋田陽一
- Hi-Fi SET

「Sweet Locomotion」 - 作詞：杉真理/作曲：山本俊彦/編曲：新川博
- 長谷川真奈

「Lucky One」 - 作詞：杉真理/作曲：桑村達人/コーラスアレンジ：杉真理
- 村田和人

「彼方に〜Family of Love〜」 - 作詞：杉真理/作曲・編曲：村田和人

## プロデュース作品
- 須藤薫 - アルバム「AMAZING TOYS」（1982年4月21日（LP）、CBSソニー、2007年8月22日（紙ジャケット仕様再発）、Sony Music Direct（GTMusic）） - A面のみ
- 川島なお美 - アルバム「SO LONG」（1982年12月1日、東芝EMI） - 未CD化
- GOMES THE HITMAN - アルバム「cobblestone」（2000年4月21日、RCAアリオラジャパン）※斎藤誠との共同プロデュース
- Something ELse - シングル「びいだま」（2001年2月9日、東芝EMI）

## CMソング
- アイフル - 『恋人のように』（歌・映像：辰田さやか）
- 味の素：スポーツドリンク「テラ（TERRA）」 - 『いとしのテラ』（歌：杉真理、監督：根岸吉太郎）
- 伊勢丹 - 『花いちめん夢いっぱい』（歌：須藤薫）
- イセット（ISET） - 『夢の途中』（歌：石岡美紀）
- グリコ
  - セシルチョコレート - 『バカンスはいつも雨（レイン）』（歌：杉真理、映像：堀ちえみ）
  - 「アイスの実」（歌、映像：SAYAKA）
- グリコ乳業：「グリコカフェオーレ」 - 『虹の彼方-windy blue-』（歌：詩子）
- 関西電力 - 『You are so beautiful』（歌：杉真理）
- 花王：「ピュア・シャンプー」 - 『Sentimental Dancing』（歌：杉真理）
- カネボウ
  - 『星化粧ハレー』（歌：Hi-Fi SET）
  - 「SA-LA」 - 『Summer Kiss』（歌：しらさやえみ）
- コカ・コーラ  - 『Yes Coke Yes '81』
- コーセー：「クエスト」 - 『恋するQUEST』（歌：杉真理、映像：井森美幸）
- 小堀住研（エス・バイ・エル） - 『永遠のSunny Days』（歌：|Hi-Fi SET）
- サントリー
  - サントリークレスト（1991年） - 『ウイスキーが、お好きでしょ』（歌：SAYURI（石川さゆり）、映像：樋口可南子）
  - ウイスキー「レッド」 - 『夕焼けレッドで帰りましょう』（歌：ザ・キング・トーンズ）
  - サントリー角瓶（2007年10月 - 2009年） - 『ウイスキーが、お好きでしょ』（歌：SAYURI（石川さゆり）、映像：小雪）
  - サントリー角瓶（2009年2月14日 - 2010年3月） - 『ウイスキーが、お好きでしょ（アカペラバージョン）』（歌：ゴスペラーズ、映像：小雪・おぎやはぎ・袴田吉彦・山崎樹範）

サントリー角瓶（2010年4月 - ） - 『ウイスキーが、お好きでしょ』（歌：竹内まりや、映像：小雪・おぎやはぎ・袴田吉彦・山崎樹範）
- シチズン：ウォッチ「リビエール」 - 『素直になりたい』（歌：|Hi-Fi SET）
- 商工中金 - 『GENESIS LOVE』（歌：Hi-Fi SET）
- セブン・イレブン
- ソニー：カセットテープ「BHF」 - 『LIVE CAPSULE』（歌：THE HOSPITAL）
- タカチホカメラ
- 日産自動車：Catch Your Way キャンペーン - 『Catch Your Way』（歌：杉真理）
- 日本ペットフードMIMY DRY - 『君にしてあげられること』（歌：アロハ・ブラザース）
- JR西日本：「新幹線でにっぽんさんぽ」キャンペーン - 『今日から、旅人』（歌：木村恭子）
- ネスレ：チョコレート菓子「Kit Kat」 - 『雨の日はきっと』（歌：杉真理）
- 野村證券 『face to face』（歌：楠瀬誠志郎）
- ハウス食品：「ハウスシチュー」- 僕がシチューを作る理由』（歌：Piccadilly Circus）
- ハウステンボス  - 『君の物語』（歌：須藤薫&杉真理）
- P&G：「アリエールピュアクリーン」 - 『ぼくのOKUSAN』（歌：杉真理）
- 不二家
- 富士通：「コードレステレホン Azet-CP5」 - 『My Little World』（歌：杉真理、映像：風間トオル）
- フジボウ B.V.D. - 『プラトニックしましょ』（歌：Hi-Fi SET）
- ボシュロム：コンタクトレンズ - 『Rainbow In Your Eyes』（歌：杉真理）映像は中江有里バージョン、石田ひかりバージョンなど複数存在した
- 三ツ矢自動車学校（青森県弘前市）
- 明治製菓：「明治チョコレート〜原編」（歌：鳥塚しげき、映像：原辰徳）
- 森永製菓：「ベラミンツ」
- 三井銘茶：「5秒で麦茶」 - 『雨の日も風の日も』（歌：カズン）
- ミノルタ：カメラ「ミノルタα-5700i - 『8月の砂時計』（歌：野田幹子）
- 米久ハム
- ライオン：ヘアートリントメント「スゥイング」 - 『スゥイング '80』（歌・映像：岩崎宏美）
- JRA：1992年JRAキャンペーン  - 『夢のふるさと』（歌：伊豆田洋之、映像：高倉健・裕木奈江）- キャッチフレーズ：「あなたと話したい競馬があります」
- KDD：KDDジャパンダイレクト - 『きっと忘れない』（歌：仲代奈緒）

## 著書
- 「MISTONE」（1984年6月1日）
- 「魔法を信じるかい ミスターメロディ・杉真理の全軌跡」 (2023年5月5日)　DU BOOKS刊

## 出演

### ラジオパーソナリティー
- DISCOVER BEATLES（2020年4月5日 - 2021年3月、NHK-FM）
- DISCOVER BEATLES II（2023年4月 - 、NHK-FM）
- コージー・ポップ・フィールド（1984年4月4日 - 終了、FM東京）
- サウンド・アペリティフ（FM東京）
- J's CALLING（1994年 - 終了、J-WAVE）
- ONE ON ONE（1994年 - 終了、J-WAVE）
- Across The View（アクロス・ザ・ビュー）（1995年 - 終了、J-WAVE）
- マジカル・ポップ・ツアー（1985年12月20日 - 終了、FM横浜）[4]
- 須藤薫&杉真理のPOPS A GO-GO! （1999年10月10日 - 終了、NACK-5）
- 杉真理のpop'n'roll（2003年4月5日 - 2005年9月24日、FM PORT）
- Field of Magic （2008年4月4日 - 2008年9月26日、CROSS FM）
- アフタヌーン・パラダイス（2011年4月7日 - 、エフエム世田谷） - 毎週木曜日13:00 - 17:00。ただし、15:00 - 17:00の放送については、ミュージックバード系の全国のコミュニティFM放送で聴取可能。

### テレビ番組
- 音楽・夢コレクション（1990年12月7日、NHK総合）
- M2（1993年7月16日、日本テレビ系列）
- X'mas Rock & Pops（1994年12月25日、NHK総合）

出演者は杉真理、松尾清憲、鈴木祥子の3人で、カーペンターズの曲をメドレー演奏した
- ときめき夢サウンド「そう快！真夏のエレキ合戦」（1996年7月14日、NHK総合）
- エンターテインメント・スペシャル「財津和夫の青春音楽館〜チューリップ登場！〜」（1999年11月5日、NHK BS2）

杉真理とチューリップ（財津和夫、姫野達也、安部俊幸、上田雅利、宮城伸一郎）が共演する様子が放映された。
番組内では「チューリップ with 杉真理」と称してビートルズナンバーを披露した。
- 開運！なんでも鑑定団（2000年2月1日、テレビ東京系列）
- ビートルズ来日40周年記念番組「ビートルズがやってきた！」（2006年7月1日、ミュージック・エア）

司会：萩原健太、出演：杉真理、水森亜土
- 『第(2)ニッポン国・独立宣言「大人の自由時間」』（2008年12月9日、BS11）

出演：檀ふみ、本田聖嗣、ゲスト：杉真理
内容：「ビートルズの魅力とイギリス」
- シティポップ・スタジオ（2023年11月11日・2024年11月10日、BS朝日）

## その他
- 漫画家のまつもと泉などが、若いころから杉真理のファンだと公言していた[15]。